# Egipčanska algebra
Egipčanska algebra je algebra, ki se je razvila in uporabljala s Starem Egiptu. Staroegipčanska matematika, ki se obravnava v tem članku, obsega časovno obdobje od okoli  3000 pr. n. št. do okoli  300 pr. n. št. Za njeno preučevanje je na razpolago zelo omejeno število virov. Največ problemov  algebrske narave je v Moskovskem  matematičnem papirusu  (MMP) in Rhindovem matematičnem papirusu (RMP) in nekaj drugih virih.

## Ulomki
Matematična pisanja kažejo, da so egipčanski pismouki s pomočjo najmanjših skupnih mnogokratnikov probleme z ulomki pretvorili v probleme s celimi števili. Množitelji so bili pogosto zapisani z rdečim črnilom in se imenovali rdeča  pomožna števila. 

## Problemi aha, linearne enačbe in metoda napačnega položaja
| P6 | a · M35 |

| P6 | a · M35 |

Problemi aha vključujejo iskanje neznane količine, imenovane aha, če so podani njeni deli in njihova vsota. Takšni so na primer problemi 1, 19 in 25 v Moskovskem papirusu. Problem št. 19  se glasi:
{\displaystyle 3/2\times x+4=10}
V sodobni matematični notaciji gre za reševanje linearne enačbe. Reševanje aha problemov vključuje tehniko, imenovano metoda napačnega položaja,  znano tudi kot metoda napačne predpostavke.

## Problemi pefsu
V Moskovskem papirusu je 10 od 25 problemov  praktičnih pefsu problemov, ki se nanašajo na količino piva, proizvedeno iz enega hekata žita. Večje število pefsu pomeni manjše hlebce kruha ali šibkejše  pivo:
{\displaystyle {\mbox{pefsu}}={\frac {\mbox{stevilo hlebcev kruha (ali vrcev piva)}}{\mbox{stevilo hekatov zita}}}.}
Problem številka 8 iz Moskovskega papirusa se glasi:
(1) Primer izračuna 100 štruc kruha pefsu 20.

(2) Če ti nekdo reče: »Imaš 100 štruc kruha pefsu 20,

(3) ki ga moraš zamenjati za pivo pefsu 4

(4) ½ ¼ sladnega piva,

(5) moraš najprej izračunati količino žita, potrebno za 100 štruc kruha pefsu 20.

(6)Rezultat je 5 hekatov. Potem izračunaj, kaj potrebuješ za 100 vrčkov piva, imenovanega ½ ¼ sladno pivo.
 
(7) Rezultat je ½ hekata za 100 vrčkov  piva iz žita iz Gornjega Egipta.

(8) Izračunaj ½ od 5 hekatov. Rezultat je 2½.

(9) Rezultat 2½ pomnoži s 4.

(10) Dobljeno število je 10. Tistemu, ki te je vprašal, reci: 

(11) Glej! Količina piva je pravilna. 

## Geometrijsko zaporedje
Raba ulomkov Horovega očesa kaže nekaj osnovnega znanja o geometrijskem zaporedju.  Ena enota je bila zapisana kot 1 = 1/2 + 1/4 + 1/8 + 1/16 + 1/32 + 1/64 + 1/64.  Drugi člen 1/64 se je pisal tudi kot 5 ro, se pravi da je bil prejšnji zapis enak 1 = 1/2 + 1/4 + 1/8 + 1/16 + 1/32 + 1/64 + (5 ro). Te ulomke so uporabili tudi za zapis ulomkov s splošno formulo {\displaystyle 1/2^{k}}. Ostanek so izrazili z ro, kot na primer na Ahmimovih lesenih tablicah.

## Aritmetično zaporedje
Iz matematičnih virov je razvidno tudi poznavanje aritmetičnih zaporedij.